# Steve Gaines
Steven Earl Gaines (14. září 1949, Seneca, Missouri – 20. října 1977, Gillsburg, Mississippi, Spojené státy americké) byl americký hudebník, známý jako kytarista a skladatel jižanské rockové skupiny Lynyrd Skynyrd. Byl také mladším bratrem Cassie Gaines, která byla také členkou kapely.
| „              | Začal hrát sólo a všichni na pódiu jen stáli s otevřenou pusou. Ronnie mu naprosto věřil, tak, že odešel z pódia před 120 000 diváky a nechal Steva zpívat Ain't no good life. Steve nikdy nechodil bez svojí kytary. S tou věcí i spal. Zaklepal jsem mu na dveře, otevřel mi jen v trenkách, ale v ruce držel kytaru. | “ |
| — Artimus Pyle | |   |

| „                      | Steve přišel do kapely a přinesl do ní svěžest, která už tam nějakou dobu nebyla. Tím, jak byl talentovaný a skvělý muzikant, zkrátka všechny inspiroval. | “ |
| — Judy Van Zant Jeness | |   |

## Začátky
Steve se narodil ve městě Seneca, Missouri a vyrůstal v Miami, Oklahoma. Na kytaru začal hrát poté, co jako teenager navštívil koncert The Beatles. Jeho první kapela, The Ravens, nahrála svoje první album ve známém studiu Sun Records v Memphisu. V 70. letech hrál s kapelami ILMO Smokehouse, Rusty Day, Detroit a Crawdad. Se svým přítelem a producentem Johnem Ryanem nahrál několik písní, které byly později v roce 1988 MCA Records vydány jako jeho sólové album, One in the Sun.

## Lynyrd Skynyrd
V prosinci 1975 se jeho starší sestra Cassie stala členkou dívčí pěvecké skupiny The Honkettes, která tou dobou byla vokální sekcí Lynyrd Skynyrd. V této době byla kapela zrovna uprostřed hledání kytaristy, který by nahradil Eda Kinga, jenž kapelu opustil v polovině roku 1975. Byla to právě Cassie, kdo kapele doporučil jejího bratra, a po počátečním zdráhání kapela dovolila Stevovi, aby se k nim připojil při vystoupení v Kansas City 11. května 1976. Protože kapela sama nemohla slyšet Gainese hrát, poslouchal jej alespoň zvukař Kevin Elson ve sluchátkách a po vystoupení řekl kapele, že Gaines hrál výtečně. Kapela poté několikrát s Oklahomským rodákem jamovala, než byl do kapely na konec pozván, právě včas, aby s nimi mohl nahrát živý záznam One More from the Road. První ze tří vystoupení, která byla zaznamenávána pro album, bylo Gainesovo třetí vystoupení s kapelou. Je zajímavostí, že Ed King a Steve Gaines byli oba narozeni 14. září 1949.
Gainesovy hráčské a skladatelské schopnosti byly důležitým přínosem pro kapelu, důkazem čehož bylo studiové album Street Survivors (1977). Veřejně i osobně Ronnie Van Zant žasl nad vokálními i instrumentálními dovednostmi nejnovějšího člena Lynyrd Skynyrd, které nasvědčovaly tomu, že by kapela jednoho dne mohla být v jeho stínu. Gainesův přínos zahrnoval mimo jiné i doprovodné vokály k Zantovu zpěvu ve skladbě "You Got That Right", na níž se skladatelsky podílel a která byla vydána až po pádu letadla a stala se úspěšným singlem, a také vzletné kytarové boogie I Know A Little, které napsal, ještě než se připojil k Lynyrd Skynyrd. Frontman kapely byl s Gainesovými dovednostmi tak spokojený, že v novém albu (a také v playlistu na několika koncertech) byl zahrnut i Gainesem napsaný a nazpívaný bluesový Ain't No Good Life - jedna z mála písní z éry před leteckým neštěstím, kde zpíval hlavní hlas někdo jiný než Ronnie Van Zant.
20. října 1977, tři dny po vydání alba (a čtyři dny do zahájení nejúspěšnějšího turné) letadlo s kapelou na palubě při cestě z Greenville, South Carolina do Baton Rouge, Louisiana havarovalo poblíž Gillisburgu ve státě Mississippi. Steve Gaines při pádu zemřel. Bylo mu 28 let. Při pádu zemřel také frontman kapely Ronnie Van Zant a Stevova sestra Cassie, asistent road manažera Dean Kilpatrick, co-pilot William Gray a pilot Walter McCreary.
Gaines byl zpopelněn a pohřben v Orange Parku na Floridě v roce 1977, ale byl přesunut na neznámé místo poté, co se 29. června 2000 vandalové vloupali do hrobky jeho kolegy Ronnieho Van Zanta. Jejich mausolea zůstávají jako památníky, které mohou fanoušci navštívit.
Gaines je předmětem písně Cassie's Brother od rockové kapely Drive-By Truckers z roku 2001.
Necelé dva roky po leteckém neštěstí zemřela Cassie LaRue Gaines, Stevova matka, při autonehodě poblíž hřbitova, kde byli Steve a Cassie pohřbeni. Byla pohřbena vedle svých dětí.

## Diskografie

### Sólová alba
- One in the Sun (1988)

### S Lynyrd Skynyrd
- One More from the Road (1976)
- Street Survivors (1977)